# Liste der Kulturdenkmale in Oschersleben (Bode)

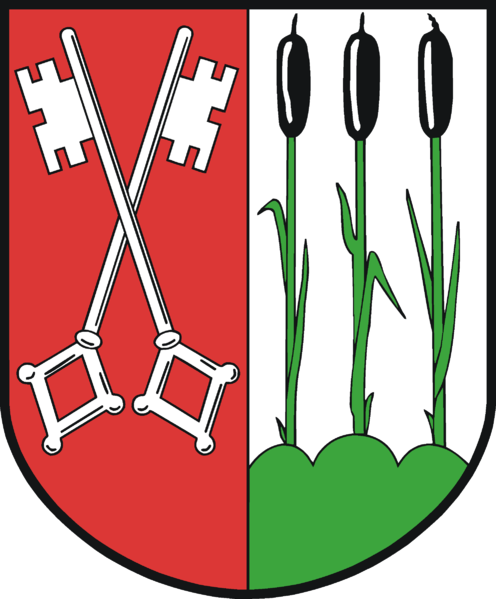
Wappen von Oschersleben (Bode)

In der Liste der Kulturdenkmale in Oschersleben (Bode) sind alle Kulturdenkmale der Stadt Oschersleben (Bode) (Landkreis Börde) und ihrer Ortsteile aufgelistet. Grundlage ist das Denkmalverzeichnis des Landes Sachsen-Anhalt, das auf Basis des Denkmalschutzgesetzes des Landes Sachsen-Anhalt vom 21. Oktober 1991 durch das Landesamt für Denkmalpflege und Archäologie Sachsen-Anhalt erstellt und seither laufend ergänzt wurde (Stand: 31. Dezember 2024).

## Kulturdenkmale nach Ortsteilen

### Oschersleben (Bode)
| Lage | Bezeichnung                                               | Beschreibung | Erfassungs- nummer | Ausweisungsart               | Bild                                                      |
| --- | --------------------------------------------------------- | --- | ------------------ | ---------------------------- | --------------------------------------------------------- |
| (Karte) | Burg Oschersleben                                         | | 094 55898          | Baudenkmal                   | Weitere Bilder                                            |
| (Karte) | Wasserwerk                                                | | 094 55925          | Baudenkmal                   | BW                                                        |
| Alte Dorfstraße 10, 18, 21 (Karte) | Häusergruppe Alte Dorfstraße 10, 18, 21                   | Backsteinhäuser der katholischen Gemeinde aus der zweiten Hälfte des 19. Jahrhunderts                            | 094 98609          | Denkmalbereich               | Weitere Bilder                                            |
| Alte Post 3 (Karte) | Bahnhof Oschersleben (Bode)                               | | 094 56482          | Baudenkmal                   | Weitere Bilder                                            |
| An der Burg (Karte) | Taubenturm                                                | Taubenturm, am 14. Oktober 2015 als Denkmal ausgewiesen                                                          |                    | Baudenkmal                   | Taubenturm                                                |
| Berliner Straße 18 (Karte) | Wohnhaus                                                  | | 094 55688          | Baudenkmal                   | BW                                                        |
| Berliner Straße 21, 22, 23, Magdeburger Straße 30 (Karte) | Häusergruppe Berliner Straße 21–23, Magdeburger Straße 30 | Häusergruppe verschiedene Wohnhäuser aus dem 19. Jahrhundert                                                     | 094 50405          | Denkmalbereich               | Häusergruppe Berliner Straße 21–23, Magdeburger Straße 30 |
| Berliner Straße 43 (Karte) | Wohnhaus                                                  | | 094 55924          | Baudenkmal                   | BW                                                        |
| Berliner Straße 44, 45, 46, 47, 48, 49, 50 (Karte) | Häusergruppe                                              | | 094 98598          | Denkmalbereich               | BW                                                        |
| Berliner Straße, Fabrikstraße, Lüneburger Straße (Karte) | Bunker                                                    | | 094 55927          | Baudenkmal                   | BW                                                        |
| Bismarckstraße 6 (Karte) | Schnitterkaserne                                          | Die Schnitterkaserne wurde 1903 erbaut.                                                                          | 094 56549          | Baudenkmal                   | BW                                                        |
| Bismarckstraße 1, 3, 5, 7, Bruchstraße 11, 13, Hornhäuser Straße 19, 19A (Karte) | Straßenzug                                                | | 094 97250          | Denkmalbereich               | BW                                                        |
| Breitscheidstraße 18 (Karte) | Villa                                                     | | 094 98602          | Baudenkmal                   | Villa                                                     |
| Breitscheidstraße 23 (Karte) | Villa                                                     | | 094 56559          | Baudenkmal                   | Villa                                                     |
| Breitscheidstraße 26 (Karte) | Villa                                                     | | 094 98600          | Baudenkmal                   | Villa                                                     |
| Breitscheidstraße 29 (Karte) | Villa                                                     | | 094 98599          | Baudenkmal                   | Villa                                                     |
| Breitscheidstraße 30 (Karte) | Kulturhaus                                                | | 094 55928          | Baudenkmal                   | Kulturhaus                                                |
| Bruchstraße 52 (Karte) | Wohnhaus                                                  | Das Haus befindet sich am Ende der Weinbergstraße.                                                               | 094 98607          | Baudenkmal                   | BW                                                        |
| Fabrikstraße (Karte) | Bahnbetriebswerk                                          | | 094 98351          | Baudenkmal                   | Bahnbetriebswerk                                          |
| Friedrichstraße 2 (Karte) | Wohnhaus                                                  | | 094 55899          | Baudenkmal                   | Wohnhaus                                                  |
| Friedrichstraße 21 (Karte) | Fabrik Bodeta                                             | | 094 55900          | Baudenkmal                   | BW                                                        |
| Friedrichstraße 21; im südwestlichen Teil des Grundstücks, am ehemaligen Bahngelände (Karte) | Reithalle                                                 | Reithalle, am 22. Juni 2016 als Denkmal ausgewiesen                                                              | 107 55017          | Baudenkmal                   | BW                                                        |
| Friedrichstraße 6, 8, 10, 12, 14 (Karte) | Straßenzeile                                              | | 094 55897          | Denkmalbereich               | BW                                                        |
| Friedrichstraße, Schermcker Straße (Karte) | Friedhof                                                  | Das sowjetische Ehrenmal erinnert an die gefallenen sowjetischen Soldaten im Zweiten Weltkrieg.                  | 094 50406          | Baudenkmal                   | BW                                                        |
| Gartenstraße 1, 2, 5, 7, 8, 9, 10, 11, 12, 13, 14, 15, 16, 17, 19, 20, 21, 22, 23, 24, 25, 26, 27, 28, 29, 30, 31, 32, 33, 34, 35, 36, 37, 38, 39, 40, 41, 42, 43, 44 (Karte)                                                                        | Gartenstraße                                              | Straßenzug Straße aus der Zeit der Stadterweiterung ab der Mitte des 19. Jahrhunderts                            | 094 55894          | Denkmalbereich               | Weitere Bilder                                            |
| Gartenstraße 1 (Karte) | Amtsgericht Oschersleben                                  | Gerichtsgebäude von 1890, Amtsgericht                                                                            | 094 56454          | Baudenkmal                   | Amtsgericht Oschersleben                                  |
| Gartenstraße 36 (Karte) | Wohnhaus Gartenstraße 36                                  | Wohnhaus | 094 50407          | Baudenkmal                   | Wohnhaus Gartenstraße 36                                  |
| Gartenstraße 37 (Karte) | Wohnhaus Gartenstraße 37                                  | Wohnhaus | 094 56456          | Baudenkmal                   | Wohnhaus Gartenstraße 37                                  |
| Gartenstraße 43, 44 (Karte) | Wohnhaus Gartenstraße 43, 44                              | Wohnhaus | 094 56457          | Baudenkmal                   | Wohnhaus Gartenstraße 43, 44                              |
| Hackelberg (Karte) | Stadtmauer                                                | Stadtmauer, Stadtmauerturm                                                                                       | 094 98597          | Baudenkmal                   | Stadtmauer                                                |
| Halberstädter Straße (Karte) | Wehr                                                      | Bodewehr | 094 55997          | Baudenkmal                   | BW                                                        |
| Halberstädter Straße 11, 12, 13, 14, 15, 16, 17, 18, 19, 20, 21, 22, 23, 24, 25, 26, 27, 28, 29, 30, 31, 32, 33, 34, 35, 36, 83, 84, 85, 86, 87, 88, 89, 90, 91, 92, 93, 94, 95, 96, 97, 98, 99, 100, 101, 102, 103, 104, 105, 106, 107, 108 (Karte) | Straßenzug                                                | | 094 98611          | Denkmalbereich               | Straßenzug                                                |
| Halberstädter Straße 25 (Karte) | Wohnhaus                                                  | | 094 50408          | Baudenkmal                   | Wohnhaus                                                  |
| Halberstädter Straße 69a (Karte) | Villa                                                     | | 094 98610          | Baudenkmal                   | Villa                                                     |
| Halberstädter Straße 71 (Karte) | Villa                                                     | | 094 56458          | Baudenkmal                   | Villa                                                     |
| Halberstädter Straße 90 (Karte) | Wohnhaus                                                  | | 094 55908          | Baudenkmal                   | Wohnhaus                                                  |
| Halberstädter Straße 104 (Karte) | Wohn- und Geschäftshaus                                   | | 094 55918          | Baudenkmal                   | Wohn- und Geschäftshaus                                   |
| Halberstädter Straße 112 (Karte) | Wohn- und Geschäftshaus                                   | | 094 55960          | Baudenkmal                   | BW                                                        |
| Hermann-Krebs-Straße 1, 2, 3, 4, 4a, 4b (Karte) | Straßenzeile                                              | | 094 56459          | Denkmalbereich               | Straßenzeile                                              |
| Hornhäuser Straße (Karte) | Friedhof                                                  | sog. Alter Friedhof                                                                                              | 094 56462          | Baudenkmal                   | Friedhof                                                  |
| Hornhäuser Straße | Feierhalle                                                | Feierhalle | 094 56462 001      | Teilobjekt eines Baudenkmals |                                                           |
| Hornhäuser Straße | Friedhof                                                  | Friedhof | 094 56462 002      | Teilobjekt eines Baudenkmals |                                                           |
| Hornhäuser Straße 14 (Karte) | Kesselhaus                                                | Kesselhaus | 094 55961          | Baudenkmal                   | BW                                                        |
| Hornhäuser Straße 30 (Karte) | Kirche St. Marien                                         | Katholische Kirche                                                                                               | 094 97221          | Baudenkmal                   | Weitere Bilder                                            |
| Hornhäuser Straße 80 (Karte) | Saalbau                                                   | | 094 98596          | Baudenkmal                   | BW                                                        |
| Huystraße 1, Ecklage (Karte) | Wohn- und Geschäftshaus                                   | | 094 98608          | Baudenkmal                   | BW                                                        |
| Kirchplatz (Karte) | Kirche St. Nikolai                                        | | 094 55917          | Baudenkmal                   | Weitere Bilder                                            |
| Kirchplatz 1 (Karte) | Pfarrhof                                                  | | 094 55915          | Baudenkmal                   | Pfarrhof                                                  |
| Kornstraße 1 (Karte) | Wohnhaus                                                  | | 094 55909          | Baudenkmal                   | BW                                                        |
| Kornstraße 17 (Karte) | Wohnhaus                                                  | | 094 55911          | Baudenkmal                   | BW                                                        |
| Kornstraße 3, 4 (Karte) | Wohnhaus                                                  | | 094 55910          | Baudenkmal                   | BW                                                        |
| Magdeburger Straße 16 (Karte) | Wohnhaus                                                  | | 094 98606          | Baudenkmal                   | BW                                                        |
| Magdeburger Straße 18 (Karte) | Wohnhaus                                                  | | 094 98605          | Baudenkmal                   | BW                                                        |
| Magdeburger Straße 20 (Karte) | Wohn- und Geschäftshaus                                   | | 094 98603          | Baudenkmal                   | BW                                                        |
| Magdeburger Straße 47 (Karte) | Wohn- und Geschäftshaus                                   | | 094 98604          | Baudenkmal                   | BW                                                        |
| Markt 1 (Karte) | Rathaus                                                   | | 094 55916          | Baudenkmal                   | Rathaus                                                   |
| Nickelkulk 5a, 6, 7, 8, 9, 10, 11, 12, 13, 14 (Karte) | Straßenzeile                                              | | 094 98595          | Denkmalbereich               | Straßenzeile                                              |
| Peseckendorfer Weg 12 | Schwimmhalle                                              | Schwimmhalle 2024 als Denkmal ausgewiesen                                                                        | 094 18974          | Baudenkmal                   |                                                           |
| Petersilienstraße 1 (Karte) | Turnhalle                                                 | | 094 56464          | Baudenkmal                   | Turnhalle                                                 |
| Petersilienstraße 2 (Karte) | Wohnhaus                                                  | | 094 56465          | Baudenkmal                   | Wohnhaus                                                  |
| Puschkinstraße 11 (Karte) | Schule                                                    | Puschkinschule                                                                                                   | 094 56560          | Baudenkmal                   | BW                                                        |
| Puschkinstraße 35 (Karte) | Schule                                                    | | 094 50457          | Baudenkmal                   | BW                                                        |
| Ritterstraße 6 (Karte) | Wohnhaus                                                  | | 094 55913          | Baudenkmal                   | BW                                                        |
| Ritterstraße 4, 5, 6, 7 (Karte) | Häusergruppe                                              | | 094 98612          | Denkmalbereich               | BW                                                        |
| Sackstraße 2 (Karte) | Wohnhaus                                                  | | 094 55904          | Baudenkmal                   | BW                                                        |
| Sackstraße 3 (Karte) | Wohnhaus                                                  | | 094 55905          | Baudenkmal                   | BW                                                        |
| Steintreppe 29 (Karte) | Wohnhaus                                                  | | 094 55919          | Baudenkmal                   | BW                                                        |
| Steintreppe 30 (Karte) | Wohn- und Geschäftshaus                                   | | 094 55920          | Baudenkmal                   | BW                                                        |
| Steintreppe 31 (Karte) | Wohnhaus                                                  | | 094 55921          | Baudenkmal                   | BW                                                        |
| Thiestraße 13 (Karte) | Inschrifttafel                                            | | 094 55926          | Baudenkmal                   | Inschrifttafel                                            |
| Thälmannstraße 14 (Karte) | Wohn- und Geschäftshaus                                   | | 094 98594          | Baudenkmal                   | BW                                                        |
| Wilhelm-Heine-Straße 2, 4, 6, 7, 8, 9, 10, 11, 12, 13, 14, 15, 16, 18, 19, 20, 21, 22, 24 (Karte) | Straßenzug                                                | | 094 55896          | Denkmalbereich               | BW                                                        |
| Windhorststraße (Karte) | Bahnhof                                                   | Das kleine Empfangsgebäude des Personenbahnhofs der Kleinbahn nach Schöningen liegt westlich des Staatsbahnhofs. | 094 56000          | Baudenkmal                   | Bahnhof                                                   |
| Windhorststraße 4 (Karte) | Wohnhaus                                                  | | 094 55903          | Baudenkmal                   | BW                                                        |

### Alikendorf
| Lage                            | Bezeichnung       | Beschreibung | Erfassungs- nummer | Ausweisungsart | Bild |
| ------------------------------- | ----------------- | --- | ------------------ | -------------- | ---- |
| Am Kirchhof (Karte)             | Kirche            | | 094 55694          | Baudenkmal     | BW   |
| Am Kirchhof 3 (Karte)           | Schnitterkaserne  | | 094 55692          | Baudenkmal     | BW   |
| Friedensweg 7 (Karte)           | Domäne Klosterhof | wird gegenwärtig durch den Eigentümer restauriert, auf Grund umfangreicher Baumaßnahmen ist keine eigenverantwortliche Besichtigung möglich     | 094 55693          | Baudenkmal     | BW   |
| Hadmerslebener Straße 7 (Karte) | Gutshof           | Domäne, Gelände wird jetzt als Schweinestall für bis zu 3500 Stück Zuchtsauen genutzt und kann aus Seuchenschutzgründen nicht besichtigt werden | 094 55715          | Baudenkmal     | BW   |
| Unter den Linden (Karte)        | Kriegerdenkmal    | wurde etwa 2010 wegen Baufälligkeit zurückgebaut und wahrscheinlich in Oschersleben eingelagert                                                 | 094 55695          | Baudenkmal     | BW   |

### Altbrandsleben
| Lage                             | Bezeichnung | Beschreibung              | Erfassungs- nummer | Ausweisungsart | Bild   |
| -------------------------------- | ----------- | ------------------------- | ------------------ | -------------- | ------ |
| An der Schmiedebreite 20 (Karte) | Kirche      | evangelische Kirche, 1864 | 094 55929          | Baudenkmal     | Kirche |

### Ampfurth
| Lage                                                                  | Bezeichnung | Beschreibung                          | Erfassungs- nummer | Ausweisungsart | Bild           |
| --------------------------------------------------------------------- | ----------- | ------------------------------------- | ------------------ | -------------- | -------------- |
| Alte Schermcker Straße 14, 14 a, 14 b, Zu den Teichen 1, 2, 3 (Karte) | Schloss     | Schloss Ampfurth                      | 094 11946          | Baudenkmal     | Weitere Bilder |
| Am Denkmal, Neue Siedlung (Karte)                                     | Denkmal     | Gefallenendenkmal 1. und 2. Weltkrieg | 094 97463          | Baudenkmal     | Weitere Bilder |
| Zu den Teichen (Karte)                                                | Kirche      | Kirche der 11000 Jungfrauen           | 094 11900          | Baudenkmal     | Kirche         |
| Zu den Teichen (Karte)                                                | Teich       |                                       | 094 11926          | Baudenkmal     | Teich          |
| Zu den Teichen 5 (Karte)                                              | Schäferei   |                                       | 094 96378          | Baudenkmal     | Schäferei      |
| Zu den Teichen 7 (Karte)                                              | Pfarrhof    |                                       | 094 97538          | Baudenkmal     | Pfarrhof       |

### Andersleben
| Lage                                     | Bezeichnung         | Beschreibung | Erfassungs- nummer | Ausweisungsart | Bild                |
| ---------------------------------------- | ------------------- | --- | ------------------ | -------------- | ------------------- |
| An der Kirche 13, 14, 15, 16, 26 (Karte) | Vorwerk Andersleben | Das Vorwerk Andersleben wurde wahrscheinlich ab 1902 erbaut. Neben einer kleinen Schnitterkaserne gehört auch ein Betraum mit Glockenturm zum Vorwerk. | 094 56263          | Baudenkmal     | Vorwerk Andersleben |

### Beckendorf
| Lage                                   | Bezeichnung              | Beschreibung                                                                       | Erfassungs- nummer | Ausweisungsart | Bild   |
| -------------------------------------- | ------------------------ | ---------------------------------------------------------------------------------- | ------------------ | -------------- | ------ |
| Am Bach 1 (Karte)                      | Gutshof                  | Das Wohnhaus des Gutshauses wurde um 1900 erbaut.                                  | 094 56553          | Baudenkmal     | BW     |
| Am Bach 7 (Karte)                      | Wohnhaus                 |                                                                                    | 094 56554          | Baudenkmal     | BW     |
| Am Rötteberg 3 (Karte)                 | Wohnhaus                 |                                                                                    | 094 56555          | Baudenkmal     | BW     |
| Kirchberg (Karte)                      | Kirche                   | Die evangelische Kirche wurde um 1700 erbaut. Der Westturm wurde 1859 hinzugefügt. | 094 55873          | Baudenkmal     | Kirche |
| Straße der Freundschaft 20, 23 (Karte) | Straßenzeile             |                                                                                    | 094 56552          | Denkmalbereich | BW     |
| Straße der Freundschaft 21 (Karte)     | Bauernhof                |                                                                                    | 094 56556          | Baudenkmal     | BW     |
| Straße der Freundschaft 54 (Karte)     | Dampfmolkerei Beckendorf |                                                                                    | 094 56550          | Baudenkmal     | BW     |

### Emmeringen
| Lage                              | Bezeichnung | Beschreibung | Erfassungs- nummer | Ausweisungsart | Bild |
| --------------------------------- | ----------- | ------------ | ------------------ | -------------- | ---- |
| Alte Emmeringer Straße 6 (Karte)  | Herrenhaus  |              | 094 56258          | Baudenkmal     | BW   |
| Alte Emmeringer Straße 6a (Karte) | Kirche      |              | 094 56259          | Baudenkmal     | BW   |

### Groß Germersleben
| Lage                       | Bezeichnung                      | Beschreibung       | Erfassungs- nummer | Ausweisungsart               | Bild      |
| -------------------------- | -------------------------------- | ------------------ | ------------------ | ---------------------------- | --------- |
| Am Friedensplatz 2 (Karte) | Werkstattgebäude                 | Stellmacherei      | 094 97627          | Baudenkmal                   | BW        |
| An der Sarre (Karte)       | Kirche                           |                    | 094 16028          | Baudenkmal                   | Kirche    |
| An der Sarre 1 (Karte)     | Schule                           |                    | 094 97628          | Baudenkmal                   | BW        |
| An der Sarre 2 (Karte)     | Bauernhof                        |                    | 094 97629          | Baudenkmal                   | Bauernhof |
| Bergweg (Karte)            | Wallanlage                       | Kapellenberg       | 094 97621          | Baudenkmal                   | BW        |
| Friedensplatz 3 (Karte)    | Schule                           |                    | 094 97630          | Baudenkmal                   | BW        |
| Lange Straße               | Eiskeller                        |                    | 094 97631          | Baudenkmal                   |           |
| Lange Straße               | Kriegerdenkmal Groß Germersleben | Kriegerdenkmal     | 094 97632          | Baudenkmal                   |           |
| Lange Straße 26 (Karte)    | Wohnhaus                         |                    | 094 97633          | Baudenkmal                   | BW        |
| Lindenweg (Karte)          | Friedhof                         |                    | 094 97634          | Baudenkmal                   | BW        |
| Parkstraße 1 (Karte)       | Bauernhof                        | Kallmeyerscher Hof | 094 96040          | Baudenkmal                   | BW        |
| Schlossweg 2 (Karte)       | Schloss Groß Germersleben        | Schloss von Boiren | 094 12010          | Baudenkmal                   | BW        |
| Schlossweg 2 (Karte)       | Park                             | Park               | 094 12010 001      | Teilobjekt eines Baudenkmals | BW        |
| Zur Bode 1, 2 (Karte)      | Brennerei                        | Alte Brennerei     | 094 96039          | Baudenkmal                   | BW        |

### Günthersdorf
| Lage                           | Bezeichnung | Beschreibung | Erfassungs- nummer | Ausweisungsart | Bild |
| ------------------------------ | ----------- | ------------ | ------------------ | -------------- | ---- |
| Alte Schützenstraße (Karte)    | Friedhof    |              | 094 56293          | Baudenkmal     | BW   |
| Alte Schützenstraße 20 (Karte) | Betsaal     |              | 094 56294          | Baudenkmal     | BW   |

### Stadt Hadmersleben
| Lage                                                                              | Bezeichnung                 | Beschreibung                            | Erfassungs- nummer | Ausweisungsart               | Bild              |
| --------------------------------------------------------------------------------- | --------------------------- | --------------------------------------- | ------------------ | ---------------------------- | ----------------- |
| Flur 16/Flurstück 52, Gemarkung Hadmersleben                                      | Wehr                        |                                         | 107 00004          | Baudenkmal                   |                   |
| Alte Thiestraße 14 (Karte)                                                        | Wohnhaus                    |                                         | 094 95284          | Baudenkmal                   | BW                |
| Am Kußhoch, Heerstraße (Karte)                                                    | Kriegerdenkmal Hadmersleben |                                         | 094 95254          | Baudenkmal                   | Weitere Bilder    |
| Amt (Karte)                                                                       | Burg Hadmersleben           | Burg Hadmersleben, Schloss Hadmersleben | 094 95231          | Baudenkmal                   | Burg Hadmersleben |
| Amt (Karte)                                                                       | Sankt-Stephani-Kirche       | Stephanus-Kirche                        | 094 95232          | Baudenkmal                   | Weitere Bilder    |
| Amt 4 (Karte)                                                                     | Wohnhaus                    |                                         | 094 95233          | Baudenkmal                   | BW                |
| Amt 5 (Karte)                                                                     | Wohnhaus                    |                                         | 094 95234          | Baudenkmal                   | BW                |
| Amt 6 (Karte)                                                                     | Bauernhof                   |                                         | 094 95235          | Baudenkmal                   | BW                |
| An der Stadtkirche 1, 2, 3, 4, 5, 6, 7, 8, 9, 10, Kirche, Färberstraße 10 (Karte) | Platz                       |                                         | 094 95229          | Denkmalbereich               | BW                |
| An der Stadtkirche 10 (Karte)                                                     | Pfarrhaus                   |                                         | 094 95230          | Baudenkmal                   | BW                |
| An der Stadtkirche, Telemannstraße (Karte)                                        | Kirche                      | Unser Lieben Frauen                     | 094 95285          | Baudenkmal                   | Kirche            |
| Baderstraße 7, 8, 9, 10, 11, 12, 13, 14 (9, 10 Baulücke) (Karte)                  | Straßenzeile                |                                         | 094 95236          | Denkmalbereich               | BW                |
| Bodewinkel 2 (Karte)                                                              | Mühle                       |                                         | 094 95263          | Baudenkmal                   | BW                |
| Breiteweg 1 (Karte)                                                               | Bauernhof                   |                                         | 094 95242          | Baudenkmal                   | BW                |
| Breiteweg 3 (Karte)                                                               | Wohnhaus                    |                                         | 094 95243          | Baudenkmal                   | BW                |
| Breiteweg 4 (Karte)                                                               | Ackerbürgerhof              |                                         | 094 95244          | Baudenkmal                   | BW                |
| Breiteweg 1, 2, 3, 4, 49, 50, 51, 51a, 52, 53 (Karte)                             | Platz                       |                                         | 094 95241          | Denkmalbereich               | BW                |
| Breiteweg 18, 19 (Karte)                                                          | Wohnhaus                    |                                         | 094 95245          | Baudenkmal                   | BW                |
| Breiteweg 26 (Karte)                                                              | Wohn- und Geschäftshaus     |                                         | 094 95247          | Baudenkmal                   | BW                |
| Breiteweg 33 (Karte)                                                              | Rathaus                     |                                         | 094 95248          | Baudenkmal                   | Rathaus           |
| Färberstraße 10 (Karte)                                                           | Wohnhaus                    |                                         | 094 95249          | Baudenkmal                   | BW                |
| Hansesstraße 3 (Karte)                                                            | Wohnhaus                    |                                         | 094 95275          | Baudenkmal                   | BW                |
| Hansesstraße 1,1a, 2, 3, 4 (Karte)                                                | Häusergruppe                |                                         | 094 95274          | Denkmalbereich               | BW                |
| Heerstraße Am Kriegerdenkmal, Ecke Am Kußhoch (Karte)                             | Distanzstein                |                                         | 094 95253          | Baudenkmal                   | Weitere Bilder    |
| Heerstraße Ortsausgang Richtung Kroppenstedt (Karte)                              | Kapelle                     | St. Georg                               | 094 95252          | Baudenkmal                   | BW                |
| Heerstraße 2 (Karte)                                                              | Wohnhaus                    |                                         | 094 95255          | Baudenkmal                   | BW                |
| Heerstraße 25 (Karte)                                                             | Wohnhaus                    |                                         | 094 95256          | Baudenkmal                   | BW                |
| Heerstraße 26, 27, 28, 29, 30, 31, 32, 33 (Karte)                                 | Häusergruppe                |                                         | 094 95257          | Denkmalbereich               | BW                |
| Heerstraße 36, 37, 38, 39, 40, 41, 42, 43 (Karte)                                 | Häusergruppe                |                                         | 094 95258          | Denkmalbereich               | BW                |
| Heerstraße 65 (Karte)                                                             | Villa                       | Klosterbrauerei                         | 094 95259          | Baudenkmal                   | BW                |
| Klosterbergstraße 6 (Karte)                                                       | Bauernhof                   |                                         | 094 95238          | Baudenkmal                   | BW                |
| Klosterbergstraße 22 (Karte)                                                      | Wohnhaus                    |                                         | 094 95240          | Baudenkmal                   | BW                |
| Kroppenstedter Straße 1 (Karte)                                                   | Molkerei                    |                                         | 094 95262          | Baudenkmal                   | BW                |
| Ortsausgang Richtung Kroppenstedt                                                 | Gedenkstätte                |                                         | 094 95227          | Baudenkmal                   |                   |
| Perlstraße 1 (Karte)                                                              | Wohnhaus                    |                                         | 094 95264          | Baudenkmal                   | BW                |
| Perlstraße 7a (Karte)                                                             | Wohnhaus                    |                                         | 094 95266          | Baudenkmal                   | BW                |
| Planstraße 29 (Karte)                                                             | Wohnhaus                    |                                         | 094 95269          | Baudenkmal                   | BW                |
| Planstraße 31 (Karte)                                                             | Wohnhaus                    |                                         | 094 95270          | Baudenkmal                   | BW                |
| Planstraße 35, 36, 37 (Karte)                                                     | Kloster Hadmersleben        | Kloster                                 | 094 95267          | Baudenkmal                   | Weitere Bilder    |
| Planstraße 36                                                                     | Kirche                      | Kirche                                  | 094 95267 001      | Teilobjekt eines Baudenkmals |                   |
| Planstraße 35, 36, 37                                                             | Park                        | Park                                    | 094 95267 002      | Teilobjekt eines Baudenkmals |                   |
| Planstraße 40 (Karte)                                                             | Wohnhaus                    |                                         | 094 95271          | Baudenkmal                   | BW                |
| Planstraße 41 (Karte)                                                             | Bauernhof                   |                                         | 094 95272          | Baudenkmal                   | BW                |
| Quedge 1 (Karte)                                                                  | Bauernhof                   |                                         | 094 95273          | Baudenkmal                   | BW                |
| Rosmarinstraße 5 (Karte)                                                          | Wohnhaus                    |                                         | 094 95278          | Baudenkmal                   | BW                |
| Rosmarinstraße 16 (Karte)                                                         | Bauernhof                   |                                         | 094 95279          | Baudenkmal                   | Bauernhof         |
| Rosmarinstraße 3, 3a (Karte)                                                      | Wohnhaus                    |                                         | 094 95277          | Baudenkmal                   | BW                |
| Schacht 4 (Karte)                                                                 | Wohnhaus                    |                                         | 094 95281          | Baudenkmal                   | BW                |
| Schacht 5, 6 (Karte)                                                              | Wohnhaus                    |                                         | 094 95282          | Baudenkmal                   | BW                |
| Stadtberg 10 (Karte)                                                              | Wohnhaus                    |                                         | 094 95250          | Baudenkmal                   | BW                |
| Stadtberg 14, 15 (Karte)                                                          | Wohnhaus                    |                                         | 094 95251          | Baudenkmal                   | BW                |
| Steinweg 11 (Karte)                                                               | Wohnhaus                    |                                         | 094 95283          | Baudenkmal                   | BW                |
| Telemannstraße 3 (Karte)                                                          | Gutshof                     | Hansischer Ritterhof                    | 094 95260          | Baudenkmal                   | BW                |
| Telemannstraße 5 (Karte)                                                          | Wohnhaus                    |                                         | 094 95261          | Baudenkmal                   | BW                |
| Vor dem Magdeburger Tor 1 (Karte)                                                 | Villa                       |                                         | 094 95237          | Baudenkmal                   | BW                |
| Vor dem Magdeburger Tor 6 gegenüber Ortslage Bahnhof Hadmersleben (Karte)         | Gasthaus                    | Zum Zoll                                | 094 96571          | Baudenkmal                   | BW                |
| Vor dem Magdeburger Tor 7 (Karte)                                                 | Villa                       |                                         | 107 45001          | Baudenkmal                   | BW                |
| Winkelstraße 4 (Karte)                                                            | Wohnhaus                    |                                         | 094 95286          | Baudenkmal                   | BW                |

### Hordorf
| Lage | Bezeichnung  | Beschreibung | Erfassungs- nummer | Ausweisungsart | Bild           |
| --- | ------------ | ------------ | ------------------ | -------------- | -------------- |
| Alte Bode 31, 32, Breite Straße 68b, 69, 70, 71, 73, 75, 76, 77, Kreisstraße 67, 68, Schulstraße 13, 15, 27, 28, 29, 30, 30a (Karte) | Ortskern     |              | 094 56277          | Denkmalbereich | Ortskern       |
| Am Wall 7 (Karte) | Pfarrhaus    |              | 094 56278          | Baudenkmal     | Weitere Bilder |
| Bahnhofstraße (Karte) | Bahnhof      |              | 094 56292          | Baudenkmal     | Weitere Bilder |
| Bahnhofstraße 118 (Karte) | Bauernhaus   |              | 094 56285          | Baudenkmal     | Weitere Bilder |
| Bahnhofstraße 118, 119, 120, 121, 122 (Karte)                                                                                        | Straßenzeile |              | 094 56284          | Denkmalbereich | Weitere Bilder |
| Bahnhofstraße 121 (Karte) | Bauernhof    |              | 094 56286          | Baudenkmal     | Weitere Bilder |
| Breitestraße 70 (Karte) | Wohnhaus     |              | 094 56283          | Baudenkmal     | Weitere Bilder |
| Breitestraße 71 (Karte) | Wohnhaus     |              | 094 56282          | Baudenkmal     | Weitere Bilder |
| Breitestraße 77 (Karte) | Wohnhaus     |              | 094 56281          | Baudenkmal     | Weitere Bilder |
| Breitestraße 80 (Karte) | Wohnhaus     |              | 094 56280          | Baudenkmal     | Weitere Bilder |
| Hohe Straße 150 (Karte) | Wohnhaus     |              | 094 56291          | Baudenkmal     | Weitere Bilder |
| Hohe Straße 89 (Karte) | Wohnhaus     |              | 094 56290          | Baudenkmal     | Weitere Bilder |
| Kirchenwinkel (Karte) | Kirche       |              | 094 56279          | Baudenkmal     | Weitere Bilder |
| Querstraße 64 (Karte) | Bauernhof    |              | 094 56289          | Baudenkmal     | Weitere Bilder |

### Hornhausen
| Lage | Bezeichnung             | Beschreibung                   | Erfassungs- nummer | Ausweisungsart | Bild           |
| --- | ----------------------- | ------------------------------ | ------------------ | -------------- | -------------- |
| Am Bache, Bleicherweg, Mühlenplatz, Straße der Einheit, Zur Furth (Karte)                                                                  | Furt                    | fünf Furten durch den Goldbach | 094 98593          | Baudenkmal     | BW             |
| Am Park 2 (Karte) | Schloss                 |                                | 094 56324          | Baudenkmal     | BW             |
| August-Bebel-Straße 49 (Karte) | Wohnhaus                |                                | 094 56332          | Baudenkmal     | BW             |
| August-Bebel-Straße 58 (Karte) | Wohn- und Geschäftshaus |                                | 094 56333          | Baudenkmal     | BW             |
| Badstraße 8, 10, Neue Reihe 16, Straße der Einheit 20, 22, 23, 24, 25, 26, 27, 28, 29, 55, 56, 57, 58, Wulferstedter Straße 22, 23 (Karte) | Platz                   |                                | 094 56336          | Denkmalbereich | BW             |
| Bleicherweg 2 (Karte) | Bauernhof               |                                | 094 56317          | Baudenkmal     | BW             |
| Friedrich-Hecht-Straße 10 (Karte) | Wohnhaus                |                                | 094 56320          | Baudenkmal     | BW             |
| Friedrich-Hecht-Straße 11 (Karte) | Wohnhaus                |                                | 094 56319          | Baudenkmal     | BW             |
| Kirchstraße (Karte) | Kirche                  |                                | 094 55890          | Baudenkmal     | Kirche         |
| Kirchstraße 23 (Karte) | Wohnhaus                |                                | 094 56314          | Baudenkmal     | BW             |
| Oscherslebener Chaussee östlich außerhalb der Ortslage, bei Nr. 2 (Karte)                                                                  | Ziegelei                |                                | 094 55998          | Baudenkmal     | BW             |
| Oscherslebener Straße 5 (Karte) | Wohnhaus                |                                | 094 56344          | Baudenkmal     | BW             |
| Oscherslebener Straße 3a (Karte) | Bauernhof               |                                | 094 56329          | Baudenkmal     | BW             |
| Pralberg (Karte) | Friedhof                |                                | 094 55891          | Baudenkmal     | Weitere Bilder |
| Straße der Einheit 7 (Karte) | Bauernhof               |                                | 094 56326          | Baudenkmal     | BW             |
| Straße der Einheit 11 (Karte) | Bauernhof               |                                | 094 56327          | Baudenkmal     | BW             |
| Straße der Einheit 12 (Karte) | Wohnhaus                | Wohnhaus                       | 094 56328          | Baudenkmal     | BW             |
| Straße der Einheit 23 (Karte) | Wohnhaus                | Wohnhaus                       | 094 56338          | Baudenkmal     | BW             |
| Straße der Einheit 26 (Karte) | Gasthaus                |                                | 094 56337          | Baudenkmal     | BW             |
| Straße der Einheit 53 (Karte) | Wohn- und Geschäftshaus |                                | 094 56335          | Baudenkmal     | BW             |
| Straße der Jugend 9 (Karte) | Wohnhaus                |                                | 094 56323          | Baudenkmal     | BW             |
| Wulferstedter Straße 19 (Karte) | Wohnhaus                |                                | 094 56341          | Baudenkmal     | BW             |

### Klein Oschersleben
| Lage | Bezeichnung | Beschreibung                   | Erfassungs- nummer | Ausweisungsart | Bild           |
| --- | ----------- | ------------------------------ | ------------------ | -------------- | -------------- |
| Alte Hauptstraße (Karte)                                                                                 | Friedhof    |                                | 094 96260          | Baudenkmal     | BW             |
| Alte Hauptstraße 22, 23, 24, Lindenallee 1, 2, 17, 17a, 17b, 18, 19, Parkweg 2, Poststraße 9, 10 (Karte) | Gutshof     | Rittergut von Kotze            | 094 16027          | Baudenkmal     | BW             |
| Am Bahnhof Ortslage Bahnhof Hadmersleben (Karte)                                                         | Kreuz       |                                | 094 11911          | Baudenkmal     | BW             |
| Am Bahnhof 4 Ortslage Bahnhof Hadmersleben (Karte)                                                       | Villa       |                                | 094 96572          | Baudenkmal     | BW             |
| Am Bahnhof 14 Ortslage Bahnhof Hadmersleben (Karte)                                                      | Wohnhaus    |                                | 094 96574          | Baudenkmal     | BW             |
| Obere Kirchstraße 13 (Karte)                                                                             | Pfarrhaus   |                                | 094 96576          | Baudenkmal     | BW             |
| Obere Kirchstraße 14 (Karte)                                                                             | Kirche      | Ev.-luth. Kirche.              | 094 11996          | Baudenkmal     | Kirche         |
| Untere Kirchstraße 16 (Karte)                                                                            | Stall       |                                | 094 96568          | Baudenkmal     | BW             |
| Untere Kirchstraße 21 (Karte)                                                                            | Vereinshaus |                                | 094 96569          | Baudenkmal     | BW             |
| Untere Kirchstraße 22 (Karte)                                                                            | Kirche      | Katholische St.-Marien-Kirche. | 094 96575          | Baudenkmal     | Weitere Bilder |

### Kleinalsleben
| Lage | Bezeichnung  | Beschreibung | Erfassungs- nummer | Ausweisungsart | Bild |
| --- | ------------ | ------------ | ------------------ | -------------- | ---- |
| Bäckerberg, Zum Kulk Bäckerberg 8, Zum Kulk 3-6, 8 (Karte)                                               | Platz        |              | 094 55667          | Denkmalbereich | BW   |
| Böttcherberg, Gänsestraße, Zum Kulk Böttcherberg 2, 3, 4; Gänsestr. 1, 2, 3, 4, 6, 8; Zum Kulk 1 (Karte) | Straßenzug   |              | 094 55673          | Denkmalbereich | BW   |
| Zum Anger 11 (Karte)                                                                                     | Bauernhof    |              | 094 98490          | Baudenkmal     | BW   |
| Zur Kirche 1 (Karte)                                                                                     | Bauernhof    |              | 094 55668          | Baudenkmal     | BW   |
| Zur Kirche 10 (Karte)                                                                                    | Kirche       |              | 094 55713          | Baudenkmal     | BW   |
| Zur Kirche 7, 8, 9 (Karte)                                                                               | Häusergruppe |              | 094 55670          | Baudenkmal     | BW   |

### Neindorf
| Lage                                                     | Bezeichnung            | Beschreibung | Erfassungs- nummer | Ausweisungsart               | Bild                   |
| -------------------------------------------------------- | ---------------------- | --- | ------------------ | ---------------------------- | ---------------------- |
| Am Ludwigsbusch, Hauptstraße, Kreiskrankenhaus 3 (Karte) | Schloss Neindorf       | Rittergut Das Schloss wurde von 1824 bis 1827 von dem Landesbaumeister Johann Adolf Rhilipp Bunge erbaut. Der Bauherr war Graf Maximilian Asche. Es ist ein breiter, dreigeschossiger Bau mit einem Walmdach. In der Mitte des Gebäudes befindet sich Risalit mit einem Dreiecksgiebel. Zum Schloss gehört noch eine Schlosskapelle. Diese wurde 1582 erbaut. Im Inneren befindet sich ein Altaraufsatz und Epitaph der Familie von der Asseburg, den Bauherren der Kapelle. Weitere Bestandteile des Rittergutes sind eine Orangerie, erbaut 1820 und ein Landschaftspark. Der Park wurde ab 1830 angelegt, hier befindet sich ein Erbbegräbnis der Familie von Asseburg aus dem Jahr 1920. Weiter befindet sich auf dem Gelände des Gutes ein Rentamt aus der Zeit um 1800, und eine Schmiede auch Schinkelschmiede genannt. | 094 55879          | Baudenkmal                   | Schloss Neindorf       |
| Kreiskrankenhaus 4                                       | Schloss                | Schloss | 094 55879 001      | Teilobjekt eines Baudenkmals |                        |
| Kreiskrankenhaus                                         | Kapelle                | Kapelle | 094 55879 002      | Teilobjekt eines Baudenkmals |                        |
| Kreiskrankenhaus                                         | Orangerie              | Orangerie | 094 55879 003      | Teilobjekt eines Baudenkmals |                        |
| Hauptstraße, Kreiskrankenhaus, Am Ludwigsbusch           | Park                   | Park | 094 55879 004      | Teilobjekt eines Baudenkmals |                        |
| Kreiskrankenhaus 3                                       | Rentamt                | Rentamt | 094 55879 005      | Teilobjekt eines Baudenkmals |                        |
| Kreiskrankenhaus                                         | Wohnhaus               | Wohnhaus | 094 55879 006      | Teilobjekt eines Baudenkmals |                        |
| Kreiskrankenhaus, Am Ludwigsbusch                        | Schmiede               | Schmiede | 094 55879 007      | Teilobjekt eines Baudenkmals |                        |
| Kreiskrankenhaus, Am Ludwigsbusch                        | Grabmal                | Grabmal | 094 55879 008      | Teilobjekt eines Baudenkmals |                        |
| Birkenweg, Friedhof                                      | Portal                 | Portal | 094 55874          | Baudenkmal                   |                        |
| Hauptstraße 7, 8, 9, 10, 11, 12 am Schloss (Karte)       | Straßenzug             | In der Straße befinden sich Arbeiterwohnhäuser des Rittergutes. Es sind giebelständige, zweigeschossige Ziegelhäuser mit Satteldächern. | 094 55783          | Denkmalbereich               | BW                     |
| Hubertushöhe 1 (Karte)                                   | Hotel Hubertushöhe     | Das Hotel wurde um 1900 erbaut. Derzeit (Stand 2016) steht es leer und ist sanierungsbedürftig. | 094 55880          | Baudenkmal                   | Hotel Hubertushöhe     |
| Waldfrieden 1 (Karte)                                    | Gaststätte Waldfrieden | Die Gaststätte „Waldfrieden“ wurde um 1900 erbaut. | 094 55881          | Baudenkmal                   | Gaststätte Waldfrieden |

### Neubrandsleben
| Lage                   | Bezeichnung | Beschreibung | Erfassungs- nummer | Ausweisungsart | Bild |
| ---------------------- | ----------- | ------------ | ------------------ | -------------- | ---- |
| Flur 7, Flurstück 83/1 | Gedenkstein |              | 107 00002          | Kleindenkmal   |      |

### Peseckendorf
| Lage                                                                   | Bezeichnung           | Beschreibung              | Erfassungs- nummer | Ausweisungsart | Bild                  |
| ---------------------------------------------------------------------- | --------------------- | ------------------------- | ------------------ | -------------- | --------------------- |
| Kastanienallee (Karte)                                                 | Friedhof Peseckendorf | Friedhof                  | 094 11893          | Baudenkmal     | Friedhof Peseckendorf |
| Kastanienallee (Karte)                                                 | Johanniskirche        | Kapelle aus dem Jahr 1857 | 094 96379          | Baudenkmal     | Weitere Bilder        |
| Kastanienallee (Karte)                                                 | Wasserturm            | Wasserturm                | 094 96380          | Baudenkmal     | Wasserturm            |
| Kastanienallee 22 (Karte)                                              | Wohnhaus              |                           | 094 95826          | Baudenkmal     | Wohnhaus              |
| Kastanienallee 32 (Karte)                                              | Schloss               | Schloss                   | 094 11970          | Baudenkmal     | Schloss               |
| Kastanienallee, Lindenstraße Kastanienallee, Ecke Lindenstraße (Karte) | Wegweiser             |                           | 094 96381          | Kleindenkmal   | BW                    |

### Schermcke
| Lage                                                                                | Bezeichnung          | Beschreibung                      | Erfassungs- nummer | Ausweisungsart | Bild                 |
| ----------------------------------------------------------------------------------- | -------------------- | --------------------------------- | ------------------ | -------------- | -------------------- |
| Am Sauren Holz 11 (Karte)                                                           | Wohnhaus             |                                   | 094 97523          | Baudenkmal     | BW                   |
| Am Sauren Holz 20 (Karte)                                                           | Bauernhaus           |                                   | 094 97541          | Baudenkmal     | BW                   |
| Am Sauren Holz 21 (Karte)                                                           | Bauernhof            |                                   | 094 97524          | Baudenkmal     | BW                   |
| Am Sauren Holz 8, 9, 10, 10a (Karte)                                                | Gutshof              | Schloß Schermcke, Gut Seehausen   | 094 96229          | Baudenkmal     | BW                   |
| Am Sauren Holz, Sankt-Stephanus-Straße Schermcke Flur 10, Flurstücke 245/92 (Karte) | Kirche St. Stephanus | evangelische Kirche St. Stephanus | 094 97520          | Baudenkmal     | Kirche St. Stephanus |
| Ampfurther Straße (Karte)                                                           | Sankt-Norbert-Kirche | katholische Kirche                | 094 97540          | Baudenkmal     | Weitere Bilder       |
| Bachstraße (Karte)                                                                  | Mauer                |                                   | 094 97921          | Baudenkmal     | BW                   |
| Bachstraße 18 (Karte)                                                               | Bauernhof            |                                   | 094 97539          | Baudenkmal     | BW                   |
| Bachstraße 21 (Karte)                                                               | Scheune              |                                   | 094 97519          | Baudenkmal     | BW                   |
| Pokenburg 1 (Karte)                                                                 | Schmiede             |                                   | 094 97526          | Baudenkmal     | BW                   |
| Pokenburg 9 (Karte)                                                                 | Bauernhof            |                                   | 094 98111          | Baudenkmal     | BW                   |
| Sankt-Stephanus-Straße 1 (Karte)                                                    | Wohnhaus             |                                   | 094 97525          | Baudenkmal     | BW                   |
| Sankt-Stephanus-Straße 3 (Karte)                                                    | Pfarrhaus            |                                   | 094 97542          | Baudenkmal     | BW                   |
| Sankt-Stephanus-Straße 7 (Karte)                                                    | Wohnhaus             |                                   | 094 95827          | Baudenkmal     | BW                   |

## Ehemalige Kulturdenkmale nach Ortsteilen
Die nachfolgenden Objekte waren ursprünglich ebenfalls denkmalgeschützt oder wurden in der Literatur als Kulturdenkmale geführt. Die Denkmale bestehen heute jedoch nicht mehr, ihre Unterschutzstellung wurde aufgehoben oder sie werden nicht mehr als Denkmale betrachtet.

### Alikendorf
| Lage                        | Bezeichnung | Beschreibung                                                                                           | Erfassungs- nummer | Ausweisungsart | Bild |
| --------------------------- | ----------- | --- | ------------------ | -------------- | ---- |
| Plan 3                      | Bauernhof   | wurde im April 2004 auf Grund einer Beseitigungsanordnung des Bauordnungsamtes Oschersleben abgerissen | 094 55697          |                |      |
| Plan 1, 2, 3 (Karte)        | Platz       | | 094 55696          |                | BW   |
| Unter den Linden 33 (Karte) | Wohnhaus    | wurde im Frühjahr 2012 abgerissen, da akute Einsturzgefahr bestand                                     | 094 55691          |                | BW   |

### Beckendorf
| Lage               | Bezeichnung | Beschreibung | Erfassungs- nummer | Ausweisungsart | Bild |
| ------------------ | ----------- | ------------ | ------------------ | -------------- | ---- |
| Nebenweg 6 (Karte) | Wohnhaus    |              | 094 56551          |                | BW   |

### Groß Germersleben
| Lage                            | Bezeichnung | Beschreibung | Erfassungs- nummer | Ausweisungsart | Bild |
| ------------------------------- | ----------- | ------------ | ------------------ | -------------- | ---- |
| Waldemar-Uhde-Straße 21 (Karte) | Bauernhaus  |              | 094 97635          |                | BW   |

### Hadmersleben
| Lage                     | Bezeichnung                     | Beschreibung | Erfassungs- nummer | Ausweisungsart | Bild |
| ------------------------ | ------------------------------- | --- | ------------------ | -------------- | ---- |
| Breiteweg 20, 21 (Karte) | Ackerbürgerhof Breiteweg 20, 21 | Ackerbürgerhof Im Jahr 2021 unter Angabe der Kategorie Verfall, Abbruch aus bauordnungsrechtlichen Gründen, ungenehmigte Veränderungen aus dem Denkmalverzeichnis gestrichen.                                                                                            | 094 95246          | Baudenkmal     | BW   |
| Hansesstraße 12 (Karte)  | Wohnhaus                        | verputztes Wohnhaus mit massivem Untergeschoss und Fachwerkobergeschoss vom Anfang des 19. Jahrhunderts, durch ungenehmigte entstellende Instandsetzungsarbeiten gingen die Denkmaleigenschaften verloren, im Jahr 2017 erfolgte die Löschung aus dem Denkmalverzeichnis | 094 95276          | Baudenkmal     | BW   |
| Perlstraße 3 (Karte)     | Wohnhaus                        | | 094 95265          |                | BW   |
| Planstraße 20 (Karte)    | Wohnhaus                        | | 094 95268          |                | BW   |
| Rosmarinstraße 17        | Tagelöhnerhaus                  | Tagelöhnerhaus Nach Abbruch im September 2020 aus dem Denkmalverzeichnis ausgetragen. | 094 95280          | Baudenkmal     |      |

### Hordorf
| Lage           | Bezeichnung | Beschreibung | Erfassungs- nummer | Ausweisungsart | Bild |
| -------------- | ----------- | ------------ | ------------------ | -------------- | ---- |
| Kreisstraße 61 | Wohnhaus    |              | 094 56288          |                |      |

### Hornhausen
| Lage                          | Bezeichnung  | Beschreibung                                                                   | Erfassungs- nummer | Ausweisungsart | Bild |
| ----------------------------- | ------------ | ------------------------------------------------------------------------------ | ------------------ | -------------- | ---- |
| Kirchstraße 32                | Stephanushof | Wohnhaus                                                                       | 094 56316          |                |      |
| Straße der Einheit 22 (Karte) | Wohnhaus     | Wohnhaus Nach Abbruch dann im Jahr 2023 aus dem Denkmalverzeichnis gestrichen. | 094 56339          | Baudenkmal     | BW   |

### Jakobsberg
| Lage                      | Bezeichnung | Beschreibung                                                                                 | Erfassungs- nummer | Ausweisungsart | Bild |
| ------------------------- | ----------- | -------------------------------------------------------------------------------------------- | ------------------ | -------------- | ---- |
| Am Bülowschacht 4 (Karte) | Villa       | Villa Nach einem Abbruch wurde die Villa im Mai 2020 aus dem Denkmalverzeichnis ausgetragen. | 094 55931          | Baudenkmal     | BW   |

### Klein Oschersleben
| Lage                                               | Bezeichnung | Beschreibung | Erfassungs- nummer | Ausweisungsart | Bild |
| -------------------------------------------------- | ----------- | ------------ | ------------------ | -------------- | ---- |
| Am Bahnhof 5 Ortslage Bahnhof Hadmersleben (Karte) | Villa       |              | 094 96573          |                | BW   |
| Neue Straße 1 (Karte)                              | Wohnhaus    |              | 094 96570          |                | BW   |

### Kleinalsleben
| Lage                    | Bezeichnung | Beschreibung | Erfassungs- nummer | Ausweisungsart | Bild |
| ----------------------- | ----------- | ------------ | ------------------ | -------------- | ---- |
| Böttcherberg 11 (Karte) | Bauernhof   |              | 094 55714          |                | BW   |

### Neubrandsleben
| Lage               | Bezeichnung | Beschreibung | Erfassungs- nummer | Ausweisungsart | Bild |
| ------------------ | ----------- | ------------ | ------------------ | -------------- | ---- |
| Dorfstraße (Karte) | Wohnhaus    |              | 094 55930          |                | BW   |

### Oschersleben (Bode)
| Lage                                            | Bezeichnung               | Beschreibung | Erfassungs- nummer | Ausweisungsart | Bild                      |
| ----------------------------------------------- | ------------------------- | --- | ------------------ | -------------- | ------------------------- |
| Alte Post 4 (Karte)                             | Speicher                  | | 107 45002          |                | Speicher                  |
| Breitscheidstraße 20 (Karte)                    | Wohnhaus                  | | 094 98601          |                | BW                        |
| Gartenstraße 5 (Karte)                          | Gewerbehof Gartenstraße 5 | Gewerbehof Durch Veränderung der die Denkmaleigenschaft begründenden Merkmale ging der Denkmalcharakter verloren. Im September 2020 wurde der Gewerbehof aus dem Denkmalverzeichnis als Einzeldenkmal gestrichen. Er gehört jedoch weiterhin zum Denkmalbereich Gartenstraße. | 094 98350          | Baudenkmal     | Gewerbehof Gartenstraße 5 |
| Halberstädter Straße 70, zur Bergstraße (Karte) | Toranlage                 | Toranlage Durchfahrtstor von 1928 zur ehemaligen Stadtmühle, 2017 als Denkmal ausgewiesen Im Jahr 2021 unter Angabe der Kategorie Verfall, Abbruch aus bauordnungsrechtlichen Gründen, ungenehmigte Veränderungen aus dem Denkmalverzeichnis gestrichen.                      | 107 55022          | Baudenkmal     | BW                        |
| Mittelstraße 12 (Karte)                         | Wohnhaus                  | nicht genau lokalisierbar | 094 55907          |                | BW                        |
| Ritterstraße 5 (Karte)                          | Wohnhaus                  | | 094 55912          |                | BW                        |
| Ritterstraße 8 (Karte)                          | Wohnhaus                  | | 094 55914          |                | BW                        |
| Untere Mauerstraße 14 (Karte)                   | Wohnhaus                  | | 094 55906          |                | BW                        |
| Windhorststraße 11 (Karte)                      | Wohnhaus                  | | 094 55902          |                | BW                        |

### Peseckendorf
| Lage                                       | Bezeichnung | Beschreibung | Erfassungs- nummer | Ausweisungsart | Bild |
| ------------------------------------------ | ----------- | ------------ | ------------------ | -------------- | ---- |
| Ampfurther Weg 4 Neubau (Ortslage) (Karte) | Kapelle     |              | 094 96382          |                | BW   |

### Schermcke
| Lage                     | Bezeichnung | Beschreibung | Erfassungs- nummer | Ausweisungsart | Bild |
| ------------------------ | ----------- | --- | ------------------ | -------------- | ---- |
| Am Sauren Holz 5 (Karte) | Bauernhof   | Bauernhof, nach einem Abbruch der Wirtschaftsgebäude ergab eine Überprüfung, dass die Denkmaleigenschaft nicht mehr gegeben ist. Im Jahr 2015 wurde der Hof daher aus dem Denkmalverzeichnis ausgetragen. | 094 97521          | Baudenkmal     | BW   |
| Am Sauren Holz 6 (Karte) | Bauernhof   | | 094 97522          |                | BW   |

## Legende
In den Spalten befinden sich folgende Informationen:
- Lage: Nennt den Straßennamen und wenn vorhanden die Hausnummer des Kulturdenkmals. Die Grundsortierung der Liste erfolgt nach dieser Adresse. Der Link „Karte“ führt zu verschiedenen Kartendarstellungen und nennt die geographischen Koordinaten.
Link zu einem Kartenansichtstool, um Koordinaten zu setzen. In der Kartenansicht sind Baudenkmale ohne Koordinaten mit einem roten bzw. orangen Marker dargestellt und können in der Karte gesetzt werden. Baudenkmale ohne Bild sind mit einem blauen bzw. roten Marker gekennzeichnet, Baudenkmale mit Bild mit einem grünen bzw. orangen Marker.
- Offizielle Bezeichnung: Nennt den Namen, die Bezeichnung oder zumindest die Art des Kulturdenkmals und verlinkt, soweit vorhanden, auf den Artikel zum Objekt.
- Beschreibung: Nennt bauliche und geschichtliche Einzelheiten des Kulturdenkmals, vorzugsweise die Denkmaleigenschaften.
- Erfassungsnummer: Für jedes Kulturdenkmal wird in Sachsen-Anhalt eine 20stellige Erfassungsnummer vergeben. Die letzten zwölf Ziffern werden für die Untergliederung nach Teilobjekten genutzt und werden nur angegeben, soweit vergeben. In dieser Spalte kann sich folgendes Icon  befinden, dies führt zu Angaben zu diesem Baudenkmal bei Wikidata.
- Ausweisungsart: Die Einordnung des Denkmales nach § 2 Abs. 2 DenkmSchG LSA
- Bild: Ein Bild des Denkmales, und gegebenenfalls einen Link zu weiteren Fotos des Kulturdenkmals im Medienarchiv Wikimedia Commons. Wenn man auf das Kamerasymbol klickt, können Fotos zu Kulturdenkmalen aus dieser Liste hochgeladen werden: